# Nordische Skiweltmeisterschaften 1974
Die 30. Nordischen Skiweltmeisterschaften fanden vom 16. bis 24. Februar 1974 im schwedischen Falun statt. Falun war zum zweiten Mal nach 1954 Ausrichter für Nordische Skiweltmeisterschaften.

## WM-Vergabe
Die Nominierung Faluns als Austragungsort fiel beim 28. FIS-Kongress im Mai 1971 in Opatija – auch als Abbazia bekannt. Die Abstimmung erfolgte in einem Durchgang und war emotionsfreier als jene für den Alpinbereich. Falun hatte als einziger Bewerberort auf Dia und Film verzichtet und sich auf sporttechnische sowie weitere wichtige Argumente gestützt. Die schwedische Stadt erhielt 42 der 77 Stimmen, Garmisch-Partenkirchen kam auf 17, Lahti auf 18.

## Wettbewerbe
Im Wettbewerbsprogramm gab es eine Änderung: In der Frauen-Langlaufstaffel wurden wie bei den Männern vier statt wie vorher drei Läuferinnen eingesetzt. So stand anstelle der 3 × 5-km- erstmals eine 4 × 5-km-Staffel auf dem Programm.
Folgende Disziplinen wurden ausgetragen:
- vier Langlaufwettkämpfe der Männer – 15-km-/30-km-/50-km-Langlauf / 4-mal-10-km-Staffel
- drei Langlaufwettkämpfe der Frauen – 5-km-/10-km-Langlauf / 4-mal-5-km-Staffel
- zwei Sprungwettkämpfe (nur Männer) – Normalschanze K90 / Großschanze K120
- ein Wettkampf Nordische Kombination (nur Männer) – Normalschanze + 15-km-Langlauf (Einzel)

## Sportliche Erfolge
In der Reihenfolge der erfolgreichsten Nationen gab es in diesem Jahr enorme Verschiebungen. Die traditionell starken skandinavischen Länder mussten deutliche Einbußen hinnehmen. Norwegen und Schweden konnten jeweils lediglich eine Gold- und eine Bronzemedaille gewinnen, Finnland musste sich sogar mit nur einer Silber- und einer Bronzemedaille begnügen. Ganz vorne in der Medaillenwertung lag die DDR, die mit 5 goldenen und 6 silbernen Medaillen sogar die Sowjetunion (3 × Gold/1 × Silber/3 × Bronze)) überflügelte. Außerdem tauchten im Medaillenspiegel nur noch die Tschechoslowakei (0/2/2) und Polen (0/0/2) auf. So hatten die Nationen aus dem sog. Ostblock deutlich an Gewicht gewonnen.
Überragend war wieder die Bilanz der sowjetischen Langläuferin Galina Kulakowa. Sie gewann alle drei Goldmedaillen, die für Frauen möglich waren und wiederholte damit ihren Erfolg von den Olympischen Spielen 1972. Gerhard Grimmer (DDR) erreichte zweimal Gold und einmal Silber im Skilanglaug, Hans-Georg Aschenbach (DDR) gewann beide Skisprung-Goldmedaillen.

## Legende
Kurze Übersicht zur Bedeutung der Symbolik – so üblicherweise auch in sonstigen Veröffentlichungen verwendet:
| DNF | Wettkampf nicht beendet (did not finish) |
| DNS | nicht am Start (did not start)           |

## Medaillenspiegel
| Platz | Nation           | Gold | Silber | Bronze | Gesamt |
| ----- | ---------------- | ---- | ------ | ------ | ------ |
| 1     | DDR              | 5    | 6      | 0      | 11     |
| 2     | Sowjetunion      | 3    | 1      | 3      | 7      |
| 3     | Norwegen         | 1    | 0      | 1      | 2      |
| 3     | Schweden         | 1    | 0      | 1      | 2      |
| 5     | Tschechoslowakei | 0    | 2      | 2      | 4      |
| 6     | Finnland         | 0    | 1      | 1      | 2      |
| 7     | Polen            | 0    | 0      | 2      | 2      |

| Platz | Sportler              | Gold | Silber | Bronze | Gesamt |
| ----- | --------------------- | ---- | ------ | ------ | ------ |
| 01    | Gerhard Grimmer       | 2    | 1      | 0      | 3      |
| 02    | Hans-Georg Aschenbach | 2    | 0      | 0      | 2      |
| 03    | Thomas Magnusson      | 1    | 0      | 1      | 2      |
| 03    | Magne Myrmo           | 1    | 0      | 1      | 2      |
| 05    | Ulrich Wehling        | 1    | 0      | 0      | 1      |
| 05    | Gerd Heßler           | 1    | 0      | 0      | 1      |
| 05    | Dieter Meinel         | 1    | 0      | 0      | 1      |
| 05    | Gert-Dietmar Klause   | 1    | 0      | 0      | 1      |
| 09    | Wassili Rotschew      | 0    | 1      | 1      | 2      |
| 10    | Günter Deckert        | 0    | 1      | 0      | 1      |
| 10    | Dietrich Kampf        | 0    | 1      | 0      | 1      |
| 10    | Juha Mieto            | 0    | 1      | 0      | 1      |
| 10    | Heinz Wosipiwo        | 0    | 1      | 0      | 1      |
| 10    | Stanislav Henych      | 0    | 1      | 0      | 1      |
| 10    | Iwan Garanin          | 0    | 1      | 0      | 1      |
| 10    | Fjodor Simaschow      | 0    | 1      | 0      | 1      |
| 10    | Juri Skobow           | 0    | 1      | 0      | 1      |
| 18    | Alexei Borowitin      | 0    | 0      | 1      | 1      |
| 18    | Jan Staszel           | 0    | 0      | 1      | 1      |
| 18    | Stefan Hula           | 0    | 0      | 1      | 1      |
| 18    | Rudolf Höhnl          | 0    | 0      | 1      | 1      |
| 18    | Odd Martinsen         | 0    | 0      | 1      | 1      |
| 18    | Ivar Formo            | 0    | 0      | 1      | 1      |
| 18    | Oddvar Brå            | 0    | 0      | 1      | 1      |

| Platz | Sportlerin          | Gold | Silber | Bronze | Gesamt |
| ----- | ------------------- | ---- | ------ | ------ | ------ |
| 01    | Galina Kulakowa     | 3    | 0      | 0      | 3      |
| 02    | Raissa Smetanina    | 1    | 0      | 1      | 2      |
| 03    | Nina Baldytschewa   | 1    | 0      | 0      | 1      |
| 03    | Nina Seljunina      | 1    | 0      | 0      | 1      |
| 05    | Barbara Petzold     | 0    | 2      | 0      | 2      |
| 06    | Blanka Paulů        | 0    | 1      | 1      | 2      |
| 07    | Sigrun Krause       | 0    | 1      | 0      | 1      |
| 07    | Petra Hinze         | 0    | 1      | 0      | 1      |
| 07    | Veronika Schmidt    | 0    | 1      | 0      | 1      |
| 10    | Helena Takalo       | 0    | 0      | 1      | 1      |
| 10    | Alena Bartošová     | 0    | 0      | 1      | 1      |
| 10    | Gabriela Sejáková   | 0    | 0      | 1      | 1      |
| 10    | Miroslava Jaškovská | 0    | 0      | 1      | 1      |

## Resultate Langlauf Männer
- Detaillierte Ergebnisse

### 15 km
| Platz | Sportler         | Zeit [min] |
| ----- | ---------------- | ---------- |
| 1     | Magne Myrmo      | 41:39,10   |
| 2     | Gerhard Grimmer  | 41:40,01   |
| 3     | Wassili Rotschew | 41:40,65   |
| 4     | Juha Mieto       | 41:47,61   |
| 5     | Oddvar Brå       | 42:08,31   |
| 6     | Ivar Formo       | 42:10,49   |

Weltmeister 1970:  Lars-Göran Åslund
Olympiasieger 1972:  Sven-Åke Lundbäck
Datum: 19. Februar 1974

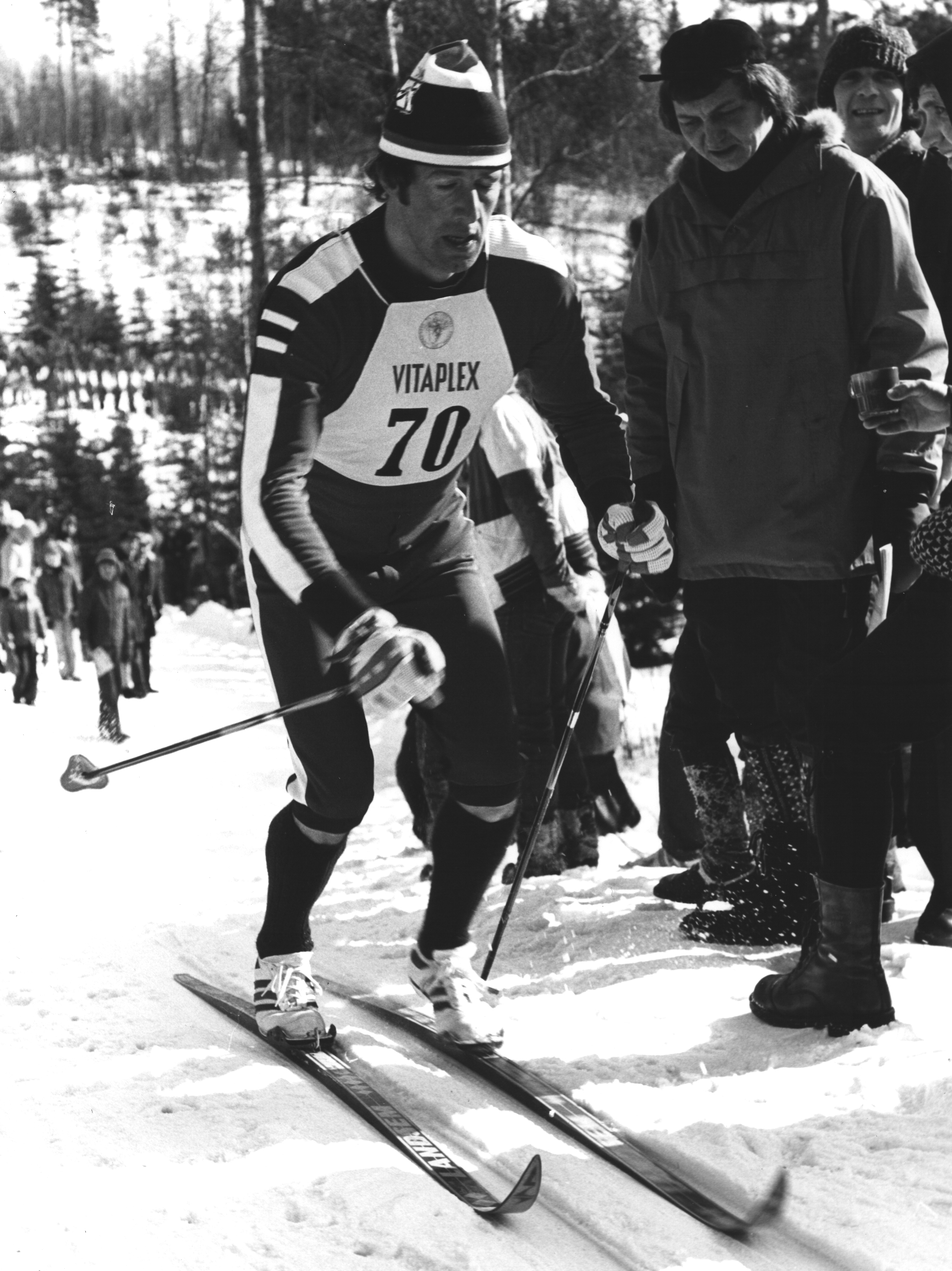

Foto rechts: Weltmeister Magne Myrmo (hier 1966)

### 30 km

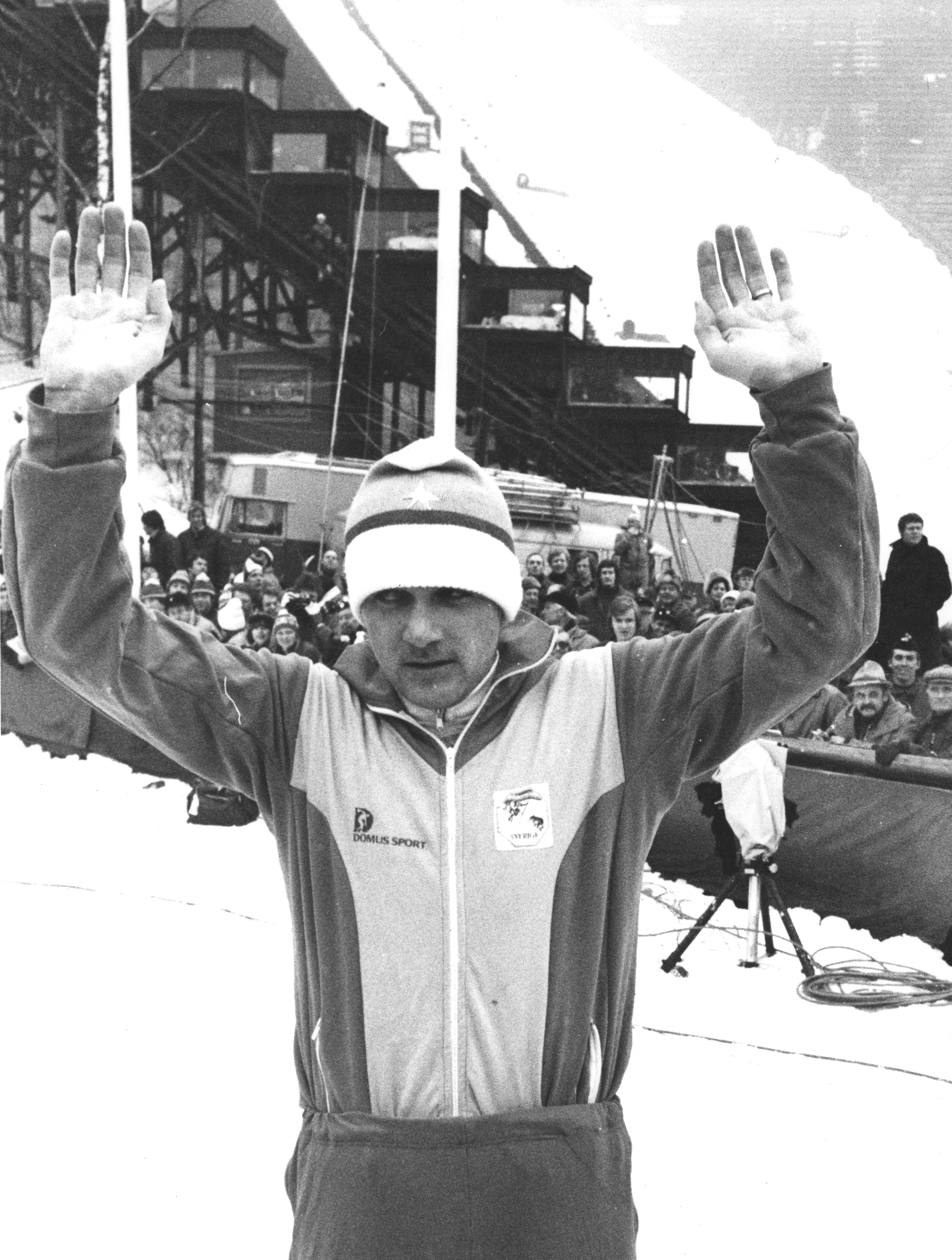

| Platz | Sportler          | Zeit [h]   |
| ----- | ----------------- | ---------- |
| 1     | Thomas Magnusson  | 1:33:41,41 |
| 2     | Juha Mieto        | 1:34:34,81 |
| 3     | Jan Staszel       | 1:34:56,50 |
| 4     | Iwan Garanin      | 1:35:31,97 |
| 5     | Lars-Göran Åslund | 1:35:38,70 |
| 6     | Gerhard Grimmer   | 1:35:49,94 |

Weltmeister 1970:  Wjatscheslaw Wedenin
Olympiasieger 1972:  Wjatscheslaw Wedenin
Datum: 17. Februar 1974
Foto rechts: Thomas Magnusson (hier 1977) gewann den 30-km-Langlauf

### 50 km
| Platz | Sportler          | Zeit [h]   |
| ----- | ----------------- | ---------- |
| 1     | Gerhard Grimmer   | 2:19:45,26 |
| 2     | Stanislav Henych  | 2:21:35,50 |
| 3     | Thomas Magnusson  | 2:21:49,42 |
| 4     | Sven-Åke Lundbäck | 2:22:36,57 |
| 5     | Wassili Rotschew  | 2:23:08,50 |
| 6     | Anatoli Birjukow  | 2:23:34,34 |

Weltmeister 1970:  Kalevi Oikarainen
Olympiasieger 1972:  Pål Tyldum
Datum: 24. Februar 1974

### 4 × 10 km Staffel
| Platz | Land             | Sportler                                                      | Zeit [h]   |
| ----- | ---------------- | ------------------------------------------------------------- | ---------- |
| 1     | DDR              | Gerd Heßler Dieter Meinel Gerhard Grimmer Gert-Dietmar Klause | 2:03:15,85 |
| 2     | Sowjetunion      | Iwan Garanin Fjodor Simaschow Wassili Rotschew Juri Skobow    | 2:03:25,31 |
| 3     | Norwegen         | Magne Myrmo Odd Martinsen Ivar Formo Oddvar Brå               | 2:03:46,03 |
| 4     | Finnland         | Raimo Lehtinen Kalevi Laurila Osmo Karjalainen Juha Mieto     | 2:06:02,39 |
| 5     | Tschechoslowakei | František Šimon Jiří Beran Jan Fajstavr Stanislav Henych      | 2:06:16,91 |
| 6     | Schweiz          | Alfred Kälin Albert Giger Eduard Hauser Werner Geeser         | 2:06:41,14 |
| …     | …                | …                                                             | …          |
| 9     | Österreich       | Heinrich Wallner Herbert Wachter Josef Vogel Werner Vogel     | 2:10:27,65 |
| 11    | BR Deutschland   | Franz Betz Georg Zipfel Hartmut Döpp Walter Demel             | 2:11:24,54 |

Weltmeister 1970:  Sowjetunion (Wladimir Woronkow, Waleri Tarakanow, Fjodor Simaschow, Wjatscheslaw Wedenin)

Olympiasieger 1972:  Sowjetunion (Wladimir Woronkow, Juri Skobow, Fjodor Simaschow, Wjatscheslaw Wedenin)
Datum: 21. Februar 1974

## Resultate Langlauf Frauen
- Detaillierte Ergebnisse

### 5 km
| Platz | Sportlerin        | Zeit [min] |
| ----- | ----------------- | ---------- |
| 1     | Galina Kulakowa   | 15:17,42   |
| 2     | Blanka Paulů      | 15:19,15   |
| 3     | Raissa Smetanina  | 15:34,80   |
| 4     | Barbara Petzold   | 15:36,11   |
| 5     | Nina Baldytschewa | 15:39,12   |
| 6     | Unni Fossen       | 15:50,46   |

Weltmeisterin 1970:  Galina Kulakowa
Olympiasiegerin 1972:  Galina Kulakowa
Datum: 18. Februar 1974
Foto rechts: Galina Kulakowa gewann alle drei möglichen Langlaufwettbewerbe bei diesen Weltmeisterschaften

### 10 km
| Platz | Sportlerin       | Zeit [min] |
| ----- | ---------------- | ---------- |
| 1     | Galina Kulakowa  | 31:25,79   |
| 2     | Barbara Petzold  | 31:50,56   |
| 3     | Helena Takalo    | 31:59,55   |
| 4     | Blanka Paulů     | 32:02,42   |
| 5     | Veronika Schmidt | 32:30,26   |
| 6     | Berit Mørdre     | 32:31,19   |

Weltmeisterin 1970:  Alewtina Oljunina
Olympiasiegerin 1972:  Galina Kulakowa
Datum: 20. Februar 1974

### 4 × 5 km Staffel
| Platz | Land             | Sportlerinnen                                                      | Zeit [h]   |
| ----- | ---------------- | ------------------------------------------------------------------ | ---------- |
| 1     | Sowjetunion      | Nina Baldytschewa Nina Seljunina Raissa Smetanina Galina Kulakowa  | 1:02:57,39 |
| 2     | DDR              | Sigrun Krause Petra Hinze Barbara Petzold Veronika Schmidt         | 1:03:09,14 |
| 3     | Tschechoslowakei | Alena Bartošová Gabriela Sekajová Miroslava Jaškovská Blanka Paulů | 1:03:52,57 |
| 4     | Finnland         | Liisa Suihkonen Helena Takalo Marjatta Kajosmaa Hilkka Kuntola     | 1:04:04,41 |
| 5     | Schweden         | Lena Carlzon Görel Partapuoli Gudrun Fröjd Meeri Bodelid           | 1:05:08,40 |
| 6     | Norwegen         | Unni Fossen Katharina Mo Berge Aslaug Dahl Berit Mørdre            | 1:05:26,89 |

Weltmeisterinnen 1970:  Sowjetunion (Nina Fjodorowa, Galina Kulakowa, Alewtina Oljunina)

Olympiasiegerinnen 1972:  Sowjetunion (Ljubow Muchatschewa, Alewtina Oljunina, Galina Kulakowa)
Datum: 23. Februar 1974

## Resultate Skispringen Männer
- Detaillierte Ergebnisse

### Normalschanze K70

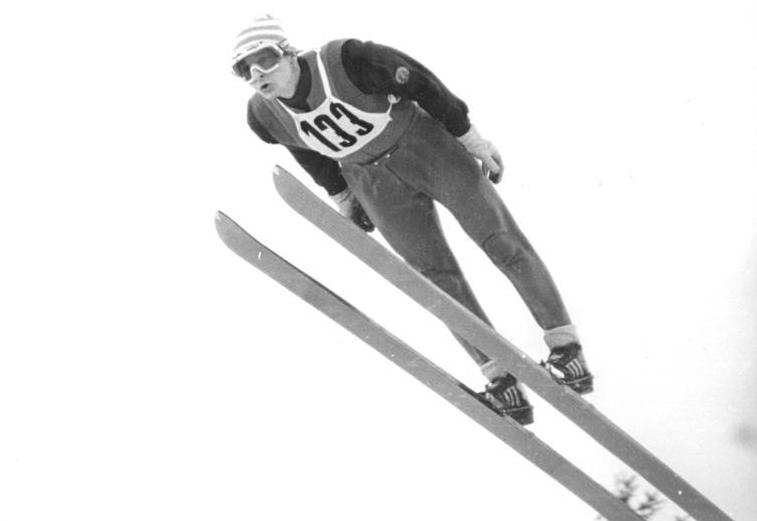
Wie Bjørn Wirkola 1966 und Gari Napalkow 1970 wurde Hans-Georg Aschenbach Skisprung-Doppelweltmeister

| Platz | Sportler              | Weiten [m]  | Punkte |
| ----- | --------------------- | ----------- | ------ |
| 1     | Hans-Georg Aschenbach | 90,0 / 85,5 | 258,9  |
| 2     | Dietrich Kampf        | 85,5 / 83,0 | 241,2  |
| 3     | Alexei Borowitin      | 85,5 / 84,0 | 239,3  |
| 4     | Walter Steiner        | 86,0 / 81,5 | 239,1  |
| 5     | Bernd Eckstein        | 83,5 / 81,0 | 238,1  |
| 6     | Tauno Käyhkö          | 83,5 / 81,0 | 237,5  |
| 7     | Esko Rautionaho       | 83,0 / 81,5 | 235,5  |
| 8     | Hans Schmid           | 85,5 / 81,5 | 235,3  |
| 9     | Yukio Kasaya          | 82,0 / 81,5 | 234,7  |
| 10    | Tadeusz Pawlusiak     | 82,0 / 82,5 | 231,8  |
| …     | …                     | …           | …      |
| 19    | Hans Wallner          | 83,0 / 81,5 | 222,3  |
| 24    | Reinhold Bachler      | 81,5 / 80,0 | 222,0  |

Weltmeister 1970:  Gari Napalkow
Olympiasieger 1972:  Yukio Kasaya
Datum: 16. Februar 1974

### Großschanze K90
| Platz | Sportler              | Weiten [m]    | Punkte |
| ----- | --------------------- | ------------- | ------ |
| 1     | Hans-Georg Aschenbach | 104,0 / 101,0 | 240,4  |
| 2     | Heinz Wosipiwo        | 100,0 / 101,0 | 223,3  |
| 3     | Rudolf Höhnl          | 097,5 / 100,5 | 217,1  |
| 4     | Alexei Borowitin      | 097,5 / 098,0 | 214,6  |
| 5     | Jouko Törmänen        | 101,5 / 093,5 | 213,9  |
| 6     | Karel Kodejška        | 093,0 / 104,0 | 213,7  |

Weltmeister 1970:  Gari Napalkow
Olympiasieger 1972:  Wojciech Fortuna
Datum: 23. Februar 1974

## Resultat Nordische Kombination Männer
Detaillierte Ergebnisse

### Einzel (Normalschanze K70/15 km)

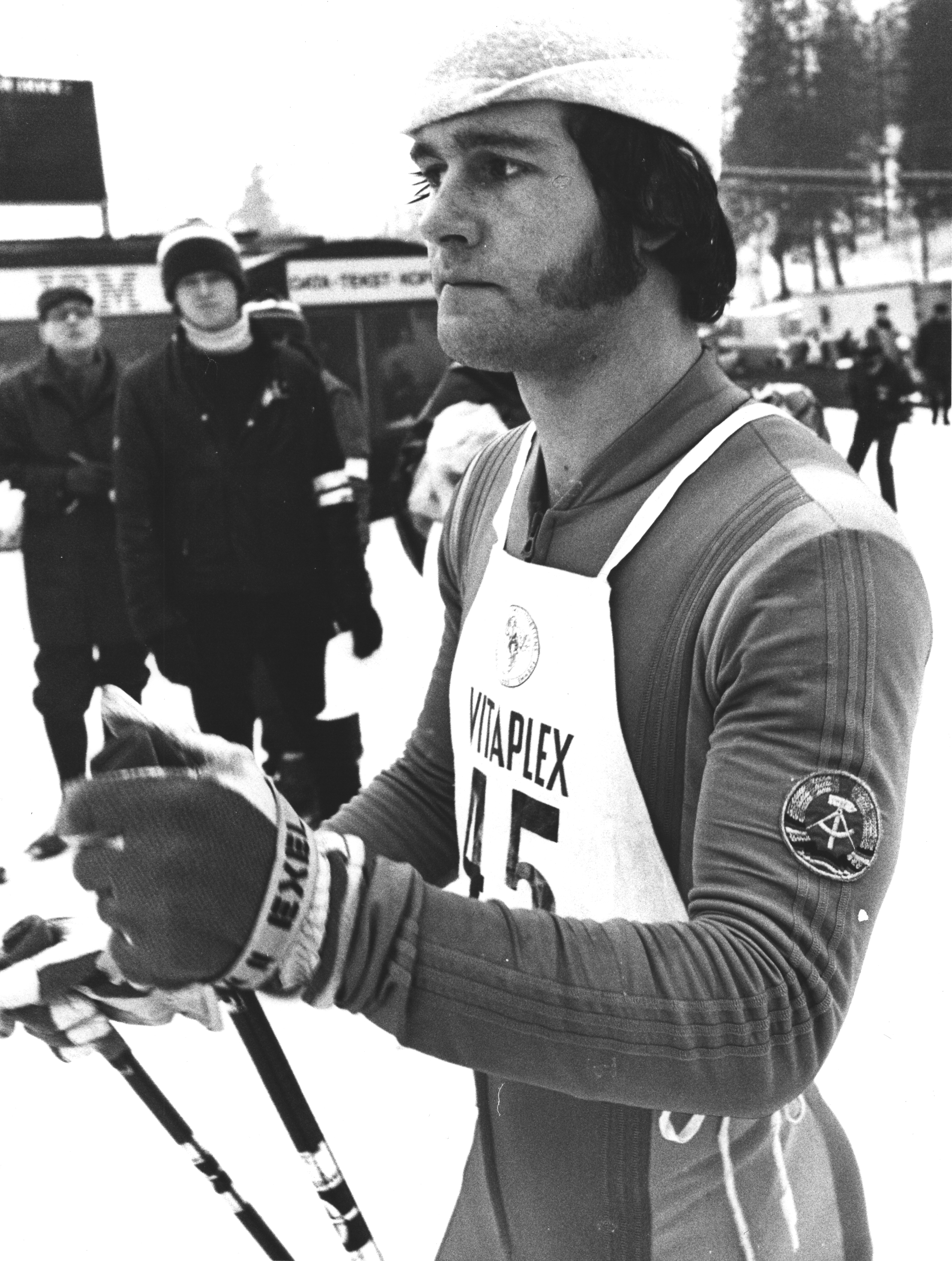

| Platz | Sportler        | Punkte |
| ----- | --------------- | ------ |
| 1     | Ulrich Wehling  | 424,14 |
| 2     | Günter Deckert  | 420,28 |
| 3     | Stefan Hula     | 417,93 |
| 4     | Hans Hartleb    | 417,62 |
| 5     | Arne Bystøl     | 404,82 |
| 6     | Rauno Miettinen | 404,22 |

Weltmeister 1970:  Ladislav Rygl
Olympiasieger 1972:  Ulrich Wehling
Datum: 17./18. Februar 1974
Foto rechts: Nach seinem ersten Olympiagold 1972 gab es auch hier Gold für Ulrich Wehling

## Videolinks
- VM Falun 1974 - 30 km - Thomas Magnusson, Juha Mieto, Jan Staszel, youtube.com, abgerufen am 25. Oktober 2023
- Gerhard Grimmer Vs Thomas Magnusson Men S 50 Km At World Championship 1974 Falun, youtube.com, abgerufen am 25. Oktober 2023
- Ussr Vs Finland Sweden Women S 4x5km Relay At World Championship 1974 Falun, youtube.com, abgerufen am 25. Oktober 2023
- Helena Takalo Vs Galina Kulakova Women S 10 Km At World Championship 1974 Falun, youtube.com, abgerufen am 25. Oktober 2023
- Hans Georg Aschenbach – WCH Falun 1974, youtube.com, abgerufen am 25. Oktober 2023